# Rypin
Rypin (in tedesco Rippin) è una città polacca del distretto di Rypin nel voivodato della Cuiavia-Pomerania.
Ricopre una superficie di 10,96 km² e nel 2007 contava 16 527 abitanti.

## Amministrazione

### Gemellaggi
- Uggiate-Trevano